# Apathy
Apathy, egentligen Chad Bromley, född 8 mars 1979 i Willimantic, Connecticut, är en amerikansk rappare. 
I början av sin karriär kallade han sig Apathy the Alien Tongue. Förutom solo-arbeten är han medlem i kollektiven Demigodz och Army of the Pharaohs, och jobbar ofta tillsammans med gode vännen Celph Titled. Han är känd för sin freestyleförmåga och är en erkänt duktig rappare.
Sitt första album Eastern Philosophy släpptes 2006, sitt tidigare arbete i underground kretsar har han släppt på mixtapsen Where's Your Album?!! och It's The Bootleg, Muthaf*ckas! Vol. 1. Det tidigare innehåller bland annat samplingar på The White Stripes Seven Nation Army och Depeche Modes Personal Jesus.
Första gången man hörde från honom var dock på Jedi Mind Tricks debutskiva The Psycho-Social, Chemical, Biological & Electro-Magnetic Manipulation of Human Consciousness från 1996 där den blott 17-årige Bromley medverkade på två spår. Trots att han har en erkänd talang har han aldrig riktigt slagit igenom, enligt han själv på grund av att han hade svårt att välja vilket skivbolag han skulle skriva på för i början av 2000-talet.
Han har även medverkat på en rad andra artisters skivor bland annat Fort Minor, Majik Most, Jedi Mind Tricks och 7L & Esoteric.

## Diskografi

### Studioalbum
- Eastern Philosophy, 2006
- No Place Like Chrome, (2007 (Tillsammans med Celph Titled)
- Wanna Snuggle?, 2009

### Mixtapes
- Where's Your Album, 2004
- Baptism by Fire, 2007

### Samlingsalbum
- It's The Bootleg, Muthaf*ckas! Vol. 1
- Hell's Lost & Found: It's The Bootleg, Muthafu@kas! Volume 2